# 双子座DN
双子座DN（DN Geminorum）也被称为1912年双子座新星（Nova Geminorum 1912）是一颗位于双子座的新星，1912年爆发。爆发时最亮视星等为3.5，在爆发后36天亮度即下降3等，现在它的亮度仅有14等。

## 天球坐标
- 赤经：06h 54m 54s.62
- 赤纬：+32° 08' 27".0